# 民主左翼阵线
民主左翼阵线（羅馬化：Prajathanthravadi Vamanshika Peramuna，缩写为PVP，羅馬化：Jaṉanāyaka Iṭatucāri Muṉṉaṇi，缩写为JIM，缩写为DLF）是斯里兰卡的一个社会主义政党。该党成立于1999年，创始人是瓦苏德瓦·纳纳亚克卡拉。该党是最高兰卡联盟的成员。